# West Babylon
North Lindenhurst es un lugar designado por el censo ubicado en el condado de Suffolk en el estado estadounidense de Nueva York. En el año 2000 tenía una población de 43,452 habitantes y una densidad poblacional de 2,177.2 personas por km².

## Geografía
North Lindenhurst se encuentra ubicada en las coordenadas 41°43′49″N 74°21′27″O / 41.73028, -74.35750. Según la Oficina del Censo, la ciudad tiene un área total de 20,8 km² (8 mi²), de la cual 20 km² (7,7 mi²) es tierra y 0,8 km² (0,3 mi²) (3.87%) es agua.

## Demografía
Según la Oficina del Censo en 2000 los ingresos medios por hogar en la localidad eran de $75,580, y los ingresos medios por familia eran $84,780. Los hombres tenían unos ingresos medios de $77,378 frente a los $52,412 para las mujeres. La renta per cápita para la localidad era de $22,280. Alrededor del 1.2% de la población estaban por debajo del umbral de pobreza.